# 486 Cremona
486 Cremona è un asteroide della fascia principale del diametro medio di circa 21,85 km. Scoperto nel 1902, presenta un'orbita caratterizzata da un semiasse maggiore pari a 2,3520893 UA e da un'eccentricità di 0,1634780, inclinata di 11,07914° rispetto all'eclittica.
L'asteroide è dedicato all'omonima città lombarda.